# Black Box (phreaking)
Pour les articles homonymes, voir Black Box.
La Black Box est un montage électronique permettant à l'appelant de ne pas payer un appel téléphonique par l'ajout d'un système électronique dans un combiné.